# Astrida Vicente
Astrida Vicente, née le 6 octobre 1978, est une joueuse angolaise de basket-ball. 

## Palmarès
- Médaille d'argent aux Jeux africains de 2011
- Médaille de bronze aux Jeux africains de 2007